# Cunaxa elaphus
Cunaxa elaphus är en spindeldjursart som först beskrevs av Dugès 1834.  Cunaxa elaphus ingår i släktet Cunaxa och familjen Cunaxidae. Inga underarter finns listade i Catalogue of Life.